# 묘법연화경 권3~4 (충청북도 유형문화재 제341호)
묘법연화경 권3～4(妙法蓮華經 卷三~四)는 충청북도 청주시에 있는 조선시대의 불경이다. 2012년 7월 6일 충청북도의 유형문화재 제341호로 지정되었다.

## 개요
『묘법연화경』은 줄여서 ‘법화경’이라고 부르기도 하며, 부처가 되는 길이 누구에게나 열려 있다는 것을 중요사상으로 하고 있다. 내용도 대승불교의 사상을 포괄적으로 담고 있을 뿐만 아니라 경전으로서 문학적인 가치도 높다.
목판본으로 권3, 4의 2권 1책으로 구성되어 있고 권3의 첫장과 권4의 마지막장이 결실되어 있으나 조선시대 초기의 목판 인쇄문화를 살펴볼 수 있는 자료이다.

## 같이 보기
- 묘법연화경

## 참고 자료
- 묘법연화경 권3～4 - 국가유산청 국가유산포털